# Copa Super 8 de Basquete
La Copa Super 8 de Basquete, o semplicemente Copa Super 8, è un torneo maschile di  pallacanestro brasiliano, organizzato dalla Liga Nacional de Basquete. La competizione è stata ufficialmente creata nel novembre 2018 e si disputa durante la pausa tra il girone di andata e quello di ritorno del Novo Basquete Brasil.

## Regolamento
L’idea alla base della creazione della Copa Super 8 è ispirata a modelli europei di coppa nazionale: fornire un torneo a eliminazione diretta nel mezzo della stagione regolare per di aggiungere spettacolo e un premio concreto in palio. La competizione si disputa tra la fine del primo turno e l’inizio del secondo turno del NBB, sfruttando il momento di pausa nel calendario.
Al termine del girone di andata del NBB, viene effettuato un incrocio in stile olimpico tra le otto migliori squadre: 1ª contro l’8ª, 2ª contro la 7ª, 3ª contro la 6ª e 4ª contro la 5ª. In totale, si disputano sette partite a eliminazione diretta (quattro quarti di finale, due semifinali e una finale). La squadra campione ottiene un posto per la Basketball Champions League Americas della stagione successiva. Le partite si giocano in casa delle squadre con il miglior rendimento nella classifica.

## Storia
A vincere il titolo inaugurale fu il Flamengo, che superò il Franca in una finale combattuta (79-75), iniziando un percorso che lo avrebbe reso il club più titolato nella storia della competizione.
Nella seconda edizione, tenutasi nel gennaio 2020, fu il Franca a prendersi la rivincita proprio contro il Flamengo , vincendo la finale 77-73.
Nel 2021, il Flamengo tornò al successo, battendo il São Paulo in finale e confermando la propria solidità nelle competizioni a eliminazione. L’anno successivo, nel 2022, ci fu il primo trionfo del Minas Tênis Clube, che s’impose di misura sul São Paulo (78-77), al termine di una delle finali più equilibrate della breve storia della competizione.
La stagione 2022–2023 vide invece un nuovo trionfo del Franca, che confermò il proprio alto rendimento stagionale battendo nuovamente il Flamengo, stavolta con un margine più ampio (76-65). Si trattava del secondo titolo per il club paulista, che così eguagliava il Flamengo fino a quel momento.
Nel 2024, il Flamengo ha vinto la sua terza Copa Super 8, superando l’outsider Unifacisa per 83-77 e riportandosi in vetta come club più vincente nella storia del torneo. Il quarto titolo per i rubro-negros è poi arrivato nell’edizione successiva, nel 2025, con una vittoria, per 64-61, contro il Minas Tênis Clube. Con questo trionfo, il Flamengo ha rafforzato ulteriormente la propria egemonia nella competizione, portando a quattro il numero dei trofei conquistati su sette edizioni disputate .

## Albo d'oro
| Edizione | Sede Finale    | Finaliste         | Finaliste | Finaliste         | Semifinaliste     | Semifinaliste        |
| Edizione | Sede Finale    | Campione          | Risultato | Secondo posto     | Terzo posto       | Quarto posto         |
| -------- | -------------- | ----------------- | --------- | ----------------- | ----------------- | -------------------- |
| 2018     | Franca         | Flamengo          | 79–75     | Franca            | Paulistano        | Botafogo             |
| 2019-20  | Rio de Janeiro | Franca            | 77–73     | Flamengo          | Pinheiros         | Minas Tênis Clube    |
| 2020-21  | São Paulo      | Flamengo          | 79–71     | São Paulo         | Minas Tênis Clube | Bauru                |
| 2021-22  | Belo Horizonte | Minas Tênis Clube | 78–77     | São Paulo         | Flamengo          | Caxias do Sul        |
| 2022-23  | Franca         | Franca            | 76–65     | Flamengo          | São Paulo         | Corinthians Paulista |
| 2023-24  | Rio de Janeiro | Flamengo          | 83–77     | Unifacisa         | Minas Tênis Clube | Paulistano           |
| 2025     | Belo Horizonte | Flamengo          | 64–61     | Minas Tênis Clube | Franca            | BRB/Brasília         |

## Titoli per squadra
| Squadra           | Titoli | Anni dei titoli              | Secondi posti | Anni dei secondi posti |
| ----------------- | ------ | ---------------------------- | ------------- | ---------------------- |
| Flamengo          | 4      | 2018, 2020–21, 2023–24, 2025 | 2             | 2019–20, 2022–23       |
| Franca            | 2      | 2019–20, 2022–23             | 1             | 2018                   |
| Minas Tênis Clube | 1      | 2021–22                      | 1             | 2025                   |
| São Paulo         | 0      | –                            | 2             | 2020–21, 2021–22       |
| Unifacisa         | 0      | –                            | 1             | 2023–24                |

## Titoli per stato
| Stato              | Titoli | 2°posto | 3°posto | 4°posto |
| ------------------ | ------ | ------- | ------- | ------- |
| Rio de Janeiro     | 4      | 2       | 1       | 1       |
| San Paolo          | 2      | 3       | 4       | 3       |
| Minas Gerais       | 1      | 1       | 2       | 1       |
| Paraíba            | 0      | 1       | 0       | 0       |
| Rio Grande do Sul  | 0      | 0       | 0       | 1       |
| Distretto Federale | 0      | 0       | 0       | 1       |